# 太白金腰
太白金腰（学名：Chrysosplenium taibaishanense）为虎耳草科金腰属下的一个种。

## 扩展阅读
- 維基物種上的相關：太白金腰